# Jerónimo Bonaparte
Jerônimo Bonaparte (em italiano:Girolamo Napoleone de Buonaparte, Ajaccio, 15 de novembro de 1784 – Villegenis, 24 de junho de 1860) foi o irmão mais novo de Napoleão Bonaparte e reinou como Jerônimo Napoleão I, Rei de Vestfália entre 1807 e 1813. Historiador Owen Connelly aponta para seus sucessos financeiros, militares e administrativos e conclui que ele foi um ativo leal, útil e militar para Napoleão.
A partir de 1816 ele passou a utilizar o título de Príncipe de Montfort. Jerônimo passou a servir em diferentes funções oficiais depois de 1848, quando seu sobrinho Luís Napoleão Bonaparte tornou-se presidente da Segunda República Francesa, incluindo Marechal da França e presidente do senado. Em geral, a maioria dos historiadores concorda que ele foi o mais malsucedido dos irmãos de Napoleão.